# Rejon niżyński (1923–2020)
Rejon niżyński – jednostka administracyjna wchodząca w skład obwodu czernihowskiego Ukrainy.
Rejon utworzony w 1923, ma powierzchnię 1514 km² i liczy około 37 tysięcy mieszkańców. Siedzibą władz rejonu jest Niżyn.
Na terenie rejonu znajdują się 1 osiedlowa rada i 29 silskich rad, obejmujących w sumie 68 wsi i 3 osady.